# Neckarbrücke Wendlingen
Die Neckarbrücke Wendlingen ist eine unmittelbar südlich von und parallel zu der Bundesautobahn-8-Straßenbrücke liegende Eisenbahnbrücke über den Neckar an der Schnellfahrstrecke Wendlingen–Ulm.
Das 135,5 m lange, dreifeldrige Bauwerk (Stützweiten von 41,5, 50,0 und 44,0 Meter) hat einen Hohlkasten als Überbau. Infolge naturschutzrechtlicher Einschränkungen und damit verbundener begrenzter Zugangsmöglichkeiten sollte das Bauwerk im Taktschiebeverfahren erstellt werden. Die Ausführung erfolgte abweichend davon mit einem Traggerüst. Die Brücke ist Teil des Planfeststellungsabschnitts 2.1 ab der Neubaustrecke.
Das westliche Widerlager der Brücke markiert den Beginn der Neubaustrecke und zählt dabei bereits zur Neubaustrecke. Die westlich an die Brücke geplanten Gleisanlagen zählen dagegen zur Schnellfahrstrecke Stuttgart–Wendlingen, die im Rahmen von Stuttgart 21 entsteht.
Östlich der Brücke entstand eine weitere dreifeldrige und 58,55 Meter lange Brücke über die Bahnstrecke Plochingen–Immendingen, die Landesstraße 1250 und einen Wirtschaftsweg.
Die Brücke sollte Ende 2018 fertiggestellt werden.

## Geschichte

### Planung
Im Zuge der Variantenabwägung der Neubaustrecke wurde im Bereich von Wendlingen als eine von vier Varianten auch eine Tunnellösung untersucht. Einschließlich des anschließenden Albvorlandtunnels hätte sich damit laut Bahnangaben ein insgesamt mindestens 8,1 km langer Tunnel, bei Mehrkosten von etwa 133 Millionen Euro, ergeben.
Projektkritiker bemängeln, dass in einem nahegelegenen See entdeckte Biber nicht ausreichend in der Planung berücksichtigt worden seien.
Im Wege eines im August 2017 bekanntgemachten Nachtrags sollte das Resonanzrisiko für den ICE 4 gesondert bewertet werden.

### Ausschreibung und Vergabe
Die Brücke ist Teil des 1,1 km langen Loses 1 des Planfeststellungsabschnitts 2.1ab, dessen Bau im Februar 2015 europaweit ausgeschrieben wurde. Die Bauarbeiten sollten dabei um den Jahreswechsel 2015/2016 beginnen.
Die Arbeiten wurden kurz vor Weihnachten 2015 für rund 24 Millionen Euro an eine Bietergemeinschaft der Unternehmen Max Bögl und Leonhard Weiss vergeben.

### Bau
Mitte 2018 war das zweite Widerlager im Bau. Die Brücke sollte Ende 2018 fertiggestellt werden.